# Autostrada A4 (Belgia)
Autostrada belgiană A4 (clasificată ca E25 și E411), supranumită „Autoroute de l’Ardenne”, este o autostradă care leagă Bruxelles de Marele Ducat al Luxemburgului. Pornind din Bruxelles, ea trece pe lângă Wavre, Namur, Dinant, Libramont-Chevigny și Arlon. Astfel, traversează provinciile Brabantul Flamand, Brabantul Valon, Namur și Luxemburg.
Este o legătură importantă către Luxemburg.
Își pierde statutul de drum european 411 începând cu ieșirea 32 (Weyler), care o leagă de N81 (viitoarea A28), și dobândește statutul de drum european 25 începând de la nodul rutier Neufchâteau cu A26.

## Istoric
Dări în folosință
- 1960 : Secțiunea nodul rutier Léonard – Overijse-Hoeilaart
- 1962 : Secțiunea Overijse-Hoeilaart – Overijse
- 1963 : Secțiunea Overijse – Wavre (Waver)
- 1964 : Secțiunea Wavre (Waver) – Wavre Sud (Waver Zuid)
- 1973 : Secțiunea Auderghem, Avenue de Beaulieu (Oudergem) – nodul rutier Léonard
- iunie 1973 : Secțiunea Wavre Sud (Waver Zuid) – Courrière
- 1979 : Secțiunea Stockem – Weyler
- 1980 : Secțiunea Courrière – Courrière Sud
- 1981 : Secțiunea Courrière Sud – Spontin
- 28 06 1982 : Secțiunea Weyler – granița luxemburgheză
- 1982 : Secțiunea Spontin – Houyet
- 1983 : Secțiunea Houyet – Rochefort
- 1983 : Secțiunea Wellin – Tellin
- octombrie 1985 : Secțiunea Habay – Stockem
- octombrie 1985 : Secțiunea Tellin – Verlaine
- 1986 : Secțiunea Verlaine – Longlier
- iulie 1987 : Secțiunea Longlier – Léglise
- 05 12 1988 : Secțiunea Léglise – Habay
- 05 12 1988 : Secțiunea Rochefort – Wellin

## Traseu
| Descrierea traseului         | |           |
| N210                         | |           |
| A4 E411                      | |           |
| Ieșire                       | Orașe deservite: Bruxelles, Ixelles.                                                                                               | N210      |
| Ieșire                       | Orașe deservite: Auderghem, Liège, Gent, Anvers, Aeroportul Bruxelles, Zonă expozițională, Watermael-Boitsfort, Ixelles-La Cambre. | N210 R22. |
|                              | Viaductul Herrmann-Debroux (950 m).                                                                                                |           |
| - Auderghem/Oudergem         | Orașe deservite: Auderghem (nod rutier parțial).                                                                                   | N4        |
| A4 N4 E411                   | |           |
|                              | |           |
| 1 - Léonard/Leonard          | Orașe deservite: Mons, Charleroi, Waterloo, Gent, Anvers, Liège.                                                                   | R0        |
|                              | Granița provincială între Flandra și Valonia. Granița regională între Brabantul Flamand și Liège.                                  |           |
|                              | Granița provincială între Regiunea Capitalei Bruxelles și Flandra. Granița regională între Bruxelles și Brabantul Flamand.         |           |
| 2 - Jezus-Eik                | Orașe deservite: Hoeilaart, Overijse.                                                                                              | N4        |
| A4 N4 E411                   | |           |
| A4 E411                      | |           |
| 2b - Overijse-Hoeilaart      | A4 (Sens Autelbas → Auderghem). | G000 A4   |
|                              | Pod peste IJse. |           |
| 3 - Overijse                 | Orașe deservite: Genval, La Hulpe, Overijse.                                                                                       | N253      |
|                              | Granița provincială între Flandra și Valonia. Granița regională între Brabantul Flamand și Brabantul Valon.                        |           |
| 4 - Rosières                 | Oraș deservit: Rosières. |           |
|                              | Pod peste Lasne. |           |
| 5 - Bierges                  | Orașe deservite: Rixensart, Bierges, Wavre (nod rutier parțial).                                                                   | N257      |
|                              | Zonă de servicii: Bierges (sens Auderghem → Autelbas).                                                                             |           |
| 5b - Wavre Nord Industrie    | Orașe deservite: Bierges, Wavre, Centru de afaceri Wavre Nord (nod rutier parțial).                                                |           |
|                              | Zonă de servicii: Bierges (sens Autelbas → Auderghem).                                                                             |           |
| 6 - Wavre                    | Orașe deservite: Ottignies, Wavre.                                                                                                 | N238      |
|                              | Pod peste Dyle. |           |
| 7 - Wavre-Sud                | Orașe deservite: Louvain-la-Neuve, Wavre (nod rutier parțial).                                                                     | N4        |
| 8 - Louvranges               | Orașe deservite: Louvain-la-Neuve, Chaumont-Gistoux (nod rutier parțial).                                                          | N25       |
| 8a - Louvain-la-Neuve        | Orașe deservite: Louvain-la-Neuve.                                                                                                 | G000      |
| 9 - Corroy-le-Grand          | Orașe deservite: Nivelles, Ottignies, Corroy-le-Grand.                                                                             | N25a      |
|                              | Zonă de parcare: Nil-Saint-Martin (în ambele sensuri).                                                                             |           |
| 10 - Tourinnes-Saint-Lambert | Orașe deservite: Walhain, Chaumont-Gistoux.                                                                                        | N243a     |
| 11 - Thorembais-Saint-Trond  | Orașe deservite: Gembloux, Tienen, Jodoigne.                                                                                       | N29       |
|                              | Granița provincială între Brabantul Valon și Namur.                                                                                |           |
|                              | Zonă de servicii: Aische-en-Refail (în ambele sensuri).                                                                            |           |
|                              | Pod peste Nachaux. |           |
| 12 - Eghezée                 | Orașe deservite: Sambreville, La Bruyère, Éghezée.                                                                                 | N912      |
|                              | Pod peste Mehaigne. |           |
|                              | Zonă de parcare: Ostin (în ambele sensuri).                                                                                        |           |
| Daussoulx                    | Nod rutier între A15 și A4: Paris, Lille, Mons, Charleroi, Liège.                                                                  | A15 E42   |
| 13 - Champion                | Orașe deservite: Namur, Champion, Bouge.                                                                                           | N91       |
| 14 - Bouge                   | Orașe deservite: Namur, Hannut, Bouge.                                                                                             | N80       |
|                              | Viaductul Beez (551 m). |           |
| 15 - Loyers                  | Orașe deservite: Andenne, Jambes.                                                                                                  | B901      |
| 16 - Wierde                  | Orașe deservite: Naninne, Naninne, Wierde.                                                                                         | N941      |
|                              | Viaductul Sart-Bernard (400 m). |           |
| 18 - Courrière               | Orașe deservite: Namur, Marche-en-Famenne, Assesse.                                                                                | N4        |
| 18b - Courrière-Sud          | Orașe deservite: Assesse, Courrière.                                                                                               | N931      |
| 19 - Spontin                 | Orașe deservite: Yvoir, Spontin, Huy, Gesves.                                                                                      | N946      |
|                              | Viaductul Sovet (330 m). |           |
|                              | Zonă de parcare: Salazine (în ambele sensuri).                                                                                     |           |
| 20 - Achêne                  | Orașe deservite: Philippeville, Dinant (nod rutier parțial).                                                                       | N97       |
| 20b - Achêne                 | Orașe deservite: Liège, Ciney (nod rutier parțial).                                                                                | N97       |
| 20t - Achêne Parc industriel | Orașe deservite: Achêne, Parcul industrial Achêne.                                                                                 |           |
| 21 - Houyet                  | Orașe deservite: Custinne, Leignon, Houyet.                                                                                        | N982      |
|                              | Viaductul Custinne (700 m). |           |
| 22 - Rochefort               | Orașe deservite: Houyet, Givet, Beauraing, Rochefort.                                                                              | N94       |
|                              | Pod peste râul Lesse. |           |
|                              | Zonă de servicii: Wanlin (în ambele sensuri).                                                                                      |           |
|                              | Pod peste Wimbe. |           |
| 22a - Lavaux-Sainte-Anne     | Orașe deservite: Lavaux-Sainte-Anne, Villers-sur-Lesse (nod rutier parțial).                                                       | N955      |
|                              | Granița provincială între Namur și Luxemburg.                                                                                      |           |
| 23 - Wellin                  | Orașe deservite: Givet, Beauraing, Wellin, Rochefort, Han-sur-Lesse.                                                               | N94       |
|                              | Pod peste râul Lesse. |           |
| 23a - Tellin                 | Orașe deservite: Transinne, Tellin (nod rutier parțial).                                                                           | N899      |
|                              | Zonă de parcare: Bois de Tellin (în ambele sensuri).                                                                               |           |
| 24 - Transinne               | Orașe deservite: Paliseul, Tellin, Transinne, Saint-Hubert, Libin.                                                                 | N94       |
|                              | Pod peste râul Lesse. |           |
| 25 - Libramont               | Orașe deservite: Reims, Bouillon, Bertrix, Saint-Hubert, Libramont-Chevigny.                                                       | N89 E46   |
|                              | Pod peste Vierre. |           |
|                              | Zonă de parcare: Wachenau (în ambele sensuri).                                                                                     |           |
| 26 - Verlaine                | Orașe deservite: Neufchâteau, Libramont-Chevigny.                                                                                  | N40       |
| 27 - Longlier                | Orașe deservite: Neufchâteau, Longlier, Vaux-sur-Sûre.                                                                             | N85       |
| Neufchâteau                  | Nod rutier între A26 și A4: Liège, Bastogne.                                                                                       | A26 E25   |
| A4 E25 E411                  | |           |
|                              | Zonă de parcare: Lundifontaine (în ambele sensuri).                                                                                |           |
| 28 - Léglise                 | Orașe deservite: Neufchâteau, Chiny, Léglise.                                                                                      | N40       |
| 28a - Rulles                 | Oraș deservit: Rulles. | P7        |
|                              | Pod peste râul Rulles. |           |
|                              | Zonă de parcare: Nantimont (în ambele sensuri).                                                                                    |           |
| 29 - Habay                   | Orașe deservite: Virton, Étalle, Habay-la-Neuve.                                                                                   | N87       |
|                              | Pod peste Semois. |           |
| 30 - Stockem                 | Orașe deservite: Florenville, Étalle (nod rutier parțial).                                                                         | N83       |
| 31 - Arlon                   | Orașe deservite: Virton, Saint-Léger-en-Gaume, Martelange, Arlon.                                                                  | N82       |
| 32 - Weyler                  | Orașe deservite: Longwy, Aubange, Arlon.                                                                                           | N81 E411  |
| A4 E25                       | |           |
|                              | Zonă de servicii: Hondelange (în ambele sensuri).                                                                                  |           |
| 33 - Sterpenich              | Oraș deservit: Arlon-Sterpenich.                                                                                                   |           |
|                              | Zonă de parcare: Sterpenich (în ambele sensuri).                                                                                   |           |
| A4 E25                       | |           |
|                              | Frontiera dintre Belgia și Luxemburg.                                                                                              |           |
| A6 E25                       | |           |